# Măceșu de Sus
Măceșu de Sus est une commune roumaine située dans le județ de Dolj.